# Epilobium wisconsinense
Epilobium wisconsinense là một loài thực vật có hoa trong họ Anh thảo chiều. Loài này được Ugent mô tả khoa học đầu tiên năm 1963.